# Hollertszug
Der Hollertszug war eine Eisenerzgrube in Herdorf im Landkreis Altenkirchen in Rheinland-Pfalz. Sie war eines der zahlreichen – und mit ihren ursprünglichen Einzelgruben – auch eines der ältesten Bergwerke im Ort.

## Gangmittel
Die Gangmittel der Grube waren in der Teufe zwischen 10 und 12 m mächtig und auf der Stollensohle knapp 1000 m lang. Die abzubauende Gangfläche des Gangzug betrug hier 2200 m². Die einzelnen Gangmittel Mittelberg / Euel und Oberster Pferdestall waren in den oberen Teufen zwischen 5 und 6 m mächtig und enthielten Spateisenstein und Brauneisenstein von sehr guter Qualität. Der Fe-Gehalt im Spateisenstein betrug nach Röstung 48,8 %.

## Geschichte
Die ersten Grubenerwähnungen auf dem „Hollerter Gangzug“, der sich über eine Länge von rd. 2 km vom Ortsteil Dermbach bis in die Nähe des Druidensteins erstreckt, gehen auf die zweite Hälfte des 18. Jahrhunderts zurück. Bergrat L.W. Cramer veröffentlichte 1792 seine „Vollständige Nachricht von dem Hollerter Zuge, einem wichtigen Eisensteinwerke“, in der er zwar keine genauen Angaben über den Beginn des Bergbaues in dieser Gegend machen kann, ihn aber auf die erste Hälfte des 16. Jahrhunderts schätzt. Über 10 einzelne Gruben und Gewerkschaften waren auf dem Gangzug tätig und förderten über zahlreiche Tagschächte und Stollen das Erz. 1726 wurde der 390 m lange „Herrschaftliche Stollen“ angelegt, der später in Alexanderstollen umbenannt wurde. Noch älter, aber nicht mit Jahreszahlen belegt, soll das „Alt Hollerter Stöllgen“ gewesen sein, dass zum Ende des 18. Jahrhunderts schon nicht mehr befahren war und später als „Regulatusstollen“ wieder aufgewältigt wurde. Um 1730 folgte der Eueler Stollen, der später Friedrichstollen genannt wird. Ab 1780 wurde unterhalb des Ortes der „Tiefe Erbstollen“ – auch als „Hüttengewerker Stollen“ bezeichnet – angelegt, der nach knapp 600 m den Gang erreicht und sich dort über mehr als 1.300 m fortsetzt. Schon zu diesem Zeitpunkt genossen die Hollerter Gruben ein hohes Ansehen. Becher nennt sie in seiner mineralogischen Beschreibung von 1789 als bedeutendste Eisensteingrube in der Grafschaft Sayn-Altenkirchen. Die Gruben auf dem Gangzug förderten zusammen jährlich ca. 4000 t Eisenstein. Ein Seigerriss aus dem Jahr 1792 zeigt die damals vorhandenen zehn Grubenfelder und lässt schon die Zusammenarbeit einzelner Gewerkschaften erkennen. Cramer hatte als Leiter des Kirchener Bergamtes in dieser Zeit auch angeordnet, die einzelnen Gruben miteinander durchschlägig zu machen, um die Wasserlösung und Bewetterung zu verbessern.
Am 26. Juli 1816 erfolgte die Konsolidation der Gruben Offhäuser, Hühnerhord, Althollert, Junghollert, Mittelberg und Euel zu einem Verbund, dem sich später vertraglich die östlich gelegenen Gruben Oberster Pferdestall, Unterster Pferdestall und Schweinskopf anschlossen. Zwischen 1826 und 1835 förderte die Grube Hollertszug jährlich im Durchschnitt knapp 5900 t Eisenerz, was für die damalige Zeit eine beachtliche Förderung darstellte. Am 28. September 1820 war zudem vom Hellertal aus der Tiefe Königsstollen angehauen worden. In seiner unmittelbaren Nachbarschaft wurden dann ein neues Zechenhaus, Röstöfen und die übrigen Anlagen der Grube Hollertszug errichtet. Der Königsstollen brachte 76 m Teufe unter dem Hollerter Erbstollen ein und wurde 1863 mit einer Länge von 1822 m fertiggestellt. Er bot den Aufschluss von errechneten 500.000 t Eisenstein im Gangzug, was bei einer jährlichen Förderung von 4000 t eine dem Bergwerk eine Lebensdauer von 125 Jahren verschafft hätte. Während die Grube im Jahr 1860 in den Förderstatistiken noch vor den anderen Herdorfer Gruben Stahlert, Friedrich Wilhelm und Zufällig Glück stand, blieb sie in den Folgejahren mehr und mehr zurück. 1877 stand sie mit der Förderung auf Platz 28 im Siegerland, während die Nachbargrube Bollnbach auf Platz 6 stand. Zudem nahmen die Erzvorräter immer weiter ab. 1866 standen noch 98.000 t Erz zum Abbau, 1890 waren es noch 34.000 t. 1880 arbeiteten in der Grube 170 Bergleute.

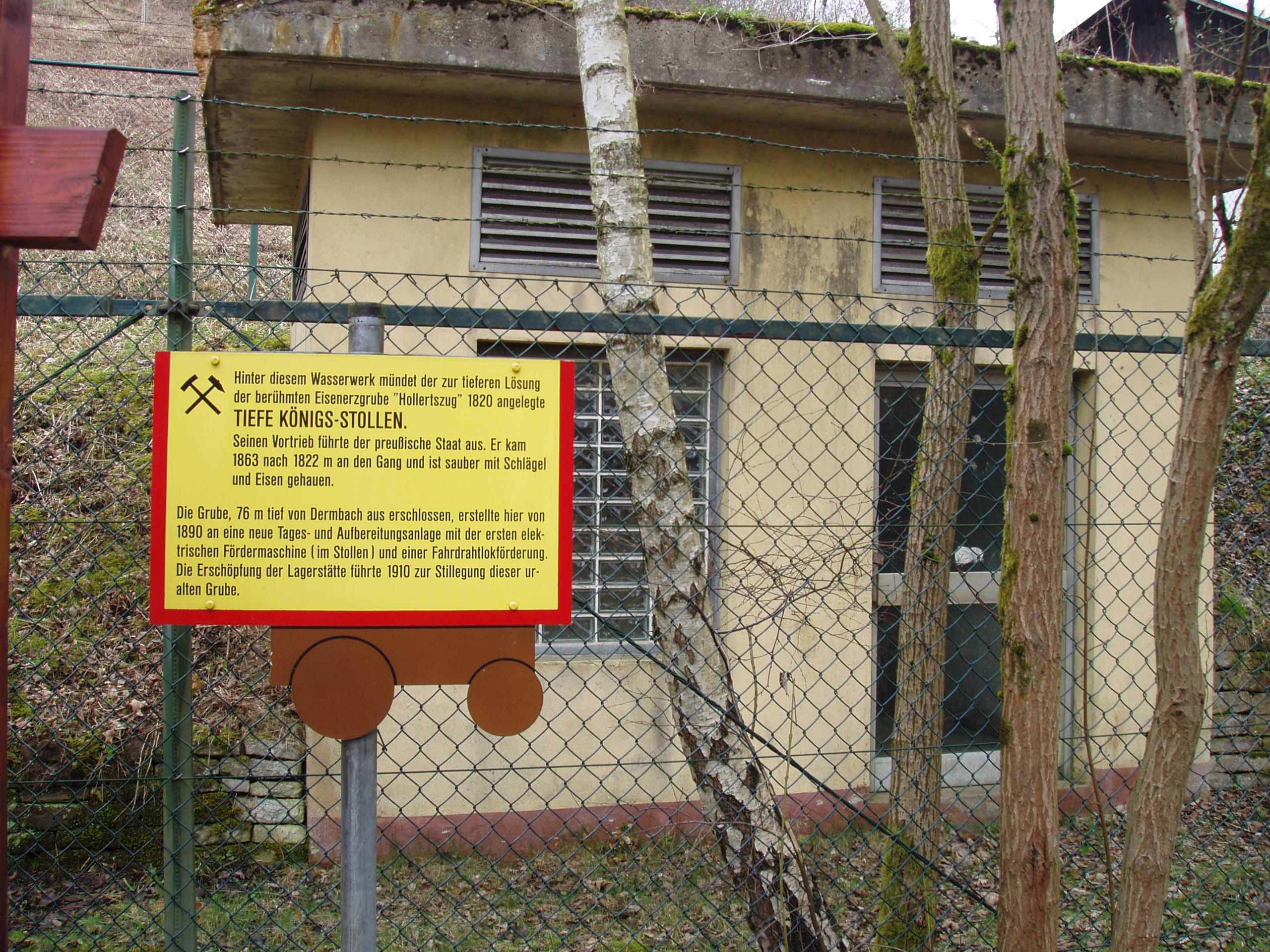
Mundloch des Königsstollens (Trinkwassergewinnung) in Herdorf

Inzwischen war eine im Siegerland bis dato einmalige Modernisierung auf der Grube vollzogen worden. Ab 1889 fuhr eine elektrische Grubenbahn von AEG durch den „Königsstollen“. Sie wurde durch 500 V-Gleichstrom angetrieben. 1892 baute man die Elektrifizierung der Grube weiter aus. Bevor in den 1890er Jahren die Erzvorräte gefördert wurden, suchte man nach neuen Gängen. 1890 entschloss man sich zum Bau einer Tiefbauanlage. Diese erhielt 1893 eine elektrische Fördermaschine mit 100-kW-Gleichstrommotor. Der Blindschacht, im Königsstollen angesetzt, erreichte die erste Sohle bei 40 m und im Jahr 1893 die 80-m-Sohle und ging mit den beiden Sohlen in Betrieb. Während 1895 noch 5000 t gefördert wurden, sank die Förderung 1897 auf 1958 t ab. Durch den später 240 m tiefen Blindschacht wurden neue Erzlager aufgeschlossen, was die Förderung im Jahr 1899 auf knapp 20.000 t Eisenerz anstiegen ließ. Ein Jahr später erzielte die Grube, die mittlerweile 300 Bergleute zählte, mit 50.030 t die höchste Förderung in der Grubengeschichte, die allerdings in den folgenden Jahren stark abfiel. Die aufgeschlossenen Vorräte betrugen 323.000 t Eisenerz.
Am 9. Oktober 1901 erfolgte die Konsolidation mit dem Tiefen Königsstollen. Im selben Jahr wurde eine Bahn nach Herdorf gebaut. 1908 kam die Förderung nach jahrelangen Aufschlussarbeiten schließlich zum Erliegen. Im Jahr 1910 wurden noch 26 t Eisenerz gefördert, ehe die Grube endgültig stillgelegt wurde. Die Gesamtförderung des Hollertszuges betrug 1,3 Mio. t unverarbeiteten Eisenstein. In den 1920er Jahren wollte man von der Grube Bollnbach her noch eine Untersuchungsstrecke in 550 m Teufe schlagen, was jedoch aufgrund der Stilllegung der Grube Anfang 1927 zum Erliegen kam.

### Konsolidationen
Konsolidationen gab es unter anderem mit folgenden Gruben:
- Oberster Pferdestall in der Gemarkung Dermbach, wurde 1780 angelegt.
- Peterszeche in den Gemarkungen Sassenroth und Biersdorf bestand zwischen 1872 und 1884. 1872 entstand sie aus einer Konsolidation der Gruben Hellmannskaute, Dreieinigkeit, Steimel, Minerva, Tiefbau wurde ab 1876 betrieben, der angelegte Schacht hatte eine Größe von 4,4 × 1,57 m und eine Teufe von 124 m (2 Sohlen). Neben dem Schacht bestanden drei Stollen. Die Gesamtförderung lag bei 25.727 t Eisenerz.
- Unterster Pferdestall 1766 angelegt, konsolidierte 1891 mit Hollertszug.
- Regulatus, vorher Alt Hollerter Stöllgen angehauen vor 1720, 1869 neu gemutet und konsolidierte bereits 1870 mit Hollertszug.

### Hollertszug als Typlokalität
Die Grube Hollertszug gilt als Typlokalität (erster Fundort) für die Minerale Chalkosiderit und Goethit.
Insgesamt konnten in der Grube bisher über 30 verschiedene Mineralarten beziehungsweise deren Varietäten wie gediegen Kupfer; die Sulfide Alloklas, Arsenopyrit, Chalkopyrit, Covellin und Pyrit; Oxide wie Cuprit, Delafossit, Hämatit, Kryptomelan, Lepidokrokit, Pyrolusit und Milchquarz; die Carbonate Ankerit, Malachit und Siderit; Sulfate wie der Brochantit; Phosphate (und Verwandte) wie Dufrénit, Kakoxen, Kidwellit, Natrodufrénit, Phosphosiderit, Rockbridgeit, Skorodit und der erst 2021 entdeckte Ferroberaunit sowie Silikatminerale wie Kaolinit und verschiedene Minerale aus der Chloritgruppe.